# Roma Maxima
El Roma Maxima (llamada como Giro de Lazio desde su creación hasta 2008) es una carrera ciclista profesional de un día italiana que se disputa en Lacio (alrededor de Roma) y sus alrededores.
Se creó en 1933. En sus últimos años ha estado encuadrada en la categoría 1.HC, tanto antes de crearse los Circuitos Continentales UCI tanto ya dentro de estos circuitos (en 2005) dentro del UCI Europe Tour. Siendo la única carrera de esa categoría que no ascendió al UCI ProTour en 2005. Tras no disputarse desde 2009 en 2012 volvió al calendario en la categoría 1.2 (última categoría del profesionalismo) aunque de nuevo no se llegó a disputar regresando definitivamente en el mes de marzo de 2013 dentro de la categoría 1.1 con el nombre de Roma Maxima.

## Palmarés
| Año                                           | Ganador                  | Segundo                  | Tercero               |
| --------------------------------------------- | ------------------------ | ------------------------ | --------------------- |
| Giro de Lazio                                 |                          |                          |                       |
| 1933                                          | Giovanni Valetti         | Andrea Minasso           | Guglielmo Segato      |
| 1934                                          | Renato Scorticati        | Adalino Mealli           | Ambrogio Morelli      |
| 1935                                          | Giuseppe Martano         | Michele Benente          | Mario Cipriani        |
| 1936                                          | Rinaldo Gerini           | Enrico Mollo             | Mario Vicini          |
| 1937                                          | Gino Bartali             | Cesare del Cancia        | Olimpio Bizzi         |
| 1938 edición no realizada                     |                          |                          |                       |
| 1939                                          | Mario Vicini             | Giordano Cottur          | Pietro Rimoldi        |
| 1940                                          | Gino Bartali             | Mario Ricci              | Fausto Coppi          |
| 1941                                          | Adolfo Leoni             | Aldo Bini                | Cino Cinelli          |
| 1942                                          | Osvaldo Bailo            | Olimpio Bizzi            | Pietro Chiappini      |
| 1943                                          | Quirino Toccacelli       | Elio Bertocchi           | Pietro Chiappini      |
| 1944 edición no realizada                     |                          |                          |                       |
| 1945                                          | Gino Bartali             | Mario Ricci              | Adolfo Leoni          |
| 1945 (2)                                      | Zaurino Guidi            | Fausto Coppi             | Luciano Maggini       |
| 1946 edición no realizada                     |                          |                          |                       |
| 1947                                          | Michele Motta            | Giuliano Bresci          | Giordano Cottur       |
| 1948                                          | Pietro Giudici           | Ugo Tognarelli           | Luciano Cremonese     |
| 1949                                          | Luciano Frosini          | Bruno Pontisso           | Serafino Biagioni     |
| 1949 (2)                                      | Annibale Brasola         | Luciano Maggini          | Luigi Casola          |
| 1950 edición no realizada                     |                          |                          |                       |
| 1951                                          | Fiorenzo Magni           | Rinaldo Moresco          | Giancarlo Astrua      |
| 1952                                          | Dante Rivola             | Arnaldo Faccioli         | Luciano Frosini       |
| 1953                                          | Giorgio Albani           | Michele Gismondi         | Vittorio Rossello     |
| 1954                                          | Angelo Conterno          | Arrigo Padovan           | Giancarlo Astrua      |
| 1955                                          | Loretto Petrucci         | Luciano Maggini          | Bruno Monti           |
| 1956                                          | Fiorenzo Magni           | Nino Defilippis          | Guido Boni            |
| 1957                                          | Ercole Baldini           | Alfredo Sabbadin         | Gastone Nencini       |
| 1958                                          | Nino Defilippis          | Sante Ranucci            | Diego Ronchini        |
| 1959                                          | Diego Ronchini           | Adriano Zamboni          | Angelo Conterno       |
| 1960                                          | Giuseppe Fallarini       | Vito Favero              | Nino Defilippis       |
| 1961                                          | Bruno Mealli             | Renzo Fontona            | Pierino Baffi         |
| 1962                                          | Nino Defilippis          | Diego Ronchini           | Guido Carlesi         |
| 1963                                          | Adriano Durante          | Walter Martin            | Silvano Ciampi        |
| 1964                                          | Bruno Mealli             | Marino Fontana           | Bruno Fantinato       |
| 1965                                          | Franco Bitossi           | Roberto Poggiali         | Franco Balmamion      |
| 1966                                          | Michele Dancelli         | Italo Zilioli            | Vito Taccone          |
| 1967                                          | Felice Gimondi           | Eraldo Bocci             | Ole Ritter            |
| 1968                                          | Giancarlo Polidori       | Franco Bodrero           | Adriano Durante       |
| 1969                                          | Flaviano Vicentini       | Aldo Moser               | Aldo Moser            |
| 1970                                          | Michele Dancelli         | Italo Zilioli            | Tomas Pettersson      |
| 1971                                          | Franco Mori              | Ole Ritter               | Tomas Pettersson      |
| 1972                                          | Martin Van Den Bossche   | Marcello Bergamo         | Tomas Pettersson      |
| 1973                                          | Giovanni Battaglin       | Giancarlo Polidori       | Alessio Antonini      |
| 1974                                          | Roberto Poggiali         | Franco Bitossi           | Bruce Biddle          |
| 1975                                          | Roger de Vlaeminck       | Giancarlo Polidori       | Roberto Poggiali      |
| 1976                                          | Roger de Vlaeminck       | Franco Bitossi           | Eddy Merckx           |
| 1977                                          | Francesco Moser          | Felice Gimondi           | Giuseppe Saronni      |
| 1978                                          | Francesco Moser          | Bernt Johansson          | Roger de Vlaeminck    |
| 1979                                          | Silvano Contini          | Knut Knudsen             | Pierino Gavazzi       |
| 1980                                          | Bernt Johansson          | Gianbattista Baronchelli | Giuseppe Saronni      |
| 1981                                          | Gianbattista Baronchelli | Emanuele Bombini         | Jean Marie Wampers    |
| 1982                                          | Dag Erik Pedersen        | Serge Demierre           | Alessandro Paganessi  |
| 1983                                          | Silvano Contini          | Francesco Moser          | Ludo Peeters          |
| 1984                                          | Francesco Moser          | Giovanni Mantovani       | Marino Amadori        |
| 1985                                          | Bruno Leali              | Kim Andersen             | Alberto Volpi         |
| 1986                                          | Urs Zimmermann           | Gianni Bugno             | Davide Cassani        |
| 1987                                          | Roberto Pagnin           | Bruno Leali              | Pierino Gavazzi       |
| 1988                                          | Charly Mottet            | Tony Rominger            | Steve Bauer           |
| 1989                                          | Charly Mottet            | Maximilian Sciandri      | Rolf Sørensen         |
| 1990                                          | Maurizio Fondriest       | Gilles Delion            | Davide Cassani        |
| 1991                                          | Andrea Tafi              | Laurent Dufaux           | Davide Cassani        |
| 1992                                          | Gianni Bugno             | Maurizio Fondriest       | Vladímir Pulnikov     |
| 1993                                          | Pascal Richard           | Giorgio Furlan           | Roberto Caruso        |
| 1994                                          | Maurizio Fondriest       | Maximilian Sciandri      | Angelo Lecchi         |
| 1995                                          | Pascal Richard           | Leonardo Piepoli         | Rolf Sørensen         |
| 1996                                          | Andrea Tafi              | Marco Fincato            | Andrea Ferrigato      |
| 1997                                          | Alessandro Baronti       | Luca Scinto              | Francesco Casagrande  |
| 1998                                          | Andrea Tafi              | Mirko Celestino          | Marco Fincato         |
| 1999                                          | Sergio Barbero           | Francesco Casagrande     | Dmitri Konyschew      |
| 2000                                          | Maximilian Sciandri      | Sergio Barbero           | Mirko Celestino       |
| 2001                                          | Massimo Donati           | Gianni Faresin           | Dmitri Konyschew      |
| 2002                                          | Paolo Bettini            | Davide Rebellin          | Cristian Gasperoni    |
| 2003                                          | Michele Bartoli          | Mirko Celestino          | Juan Antonio Flecha   |
| 2004                                          | Juan Antonio Flecha      | Gilberto Simoni          | Jan Ullrich           |
| 2005                                          | Filippo Pozzato          | Murilo Fischer           | Krzysztof Szczawiński |
| 2006                                          | Giuliano Figueras        | Damiano Cunego           | Emanuele Sella        |
| 2007                                          | Gabriele Bosisio         | Emanuele Sella           | Branislau Samoilau    |
| 2008                                          | Francesco Masciarelli    | Filippo Pozzato          | Danilo Di Luca        |
| 2009-2012 ediciones no realizadas Roma Maxima |                          |                          |                       |
| 2013                                          | Blel Kadri               | Filippo Pozzato          | Grega Bole            |
| 2014                                          | Alejandro Valverde       | Davide Appollonio        | Sonny Colbrelli       |

## Palmarés por países
| País        | Victorias |
| ----------- | --------- |
| Italia      | 63        |
| Bélgica     | 3         |
| Suiza       | 3         |
| Francia     | 3         |
| España      | 2         |
| Suecia      | 1         |
| Reino Unido | 1         |
| Noruega     | 1         |